# Ваммус Людвіг Олександрович
Людвіг Олександрович Ваммус (нар. 17 листопада 1917, Ревель — пом. 28 вересня 1994, Таллінн) — естонський радянський будівельник, Герой Соціалістичної Праці.

## Біографія
Народився 17 листопада 1917 року у місті Ревелі (нині Таллінн, Естонія). Естонець. Протягом 1918—1940 років проживав у Естонській Республіці. Трудову діяльність у 15-річному віці, вивчившись на тесляра.
Після радянської окупації Естонії, з початком німецько-радянської війни мобілізований до Червоної армії. Служив червоноармійцем у 921-му стрілецькому полку 249-му (до березня 1942 року — 423-му) стрілецькій Естонській дивізії на Калінінському, 2-му Прибалтійському, Ленінградському фронтах. Брав участь у боях за міста Великі Луки, Невель, Нарву, Тарту. Закінчив війну на Моонзундських островах, де був поранений при звільненні Сааремаа в листопаді 1944 року. Нагороджений орденом Вітчизняної війни II ступеня (6 листопада 1985).
Після демобілізації був направлений на роботу до Вірумаа, де працював головою виконкому Оруської волосної Ради депутатів трудящих (в районі міста Кохтла-Ярве). 1949 року переїхав до Таллінна, де працював в Таллінському будівельному тресті теслею, згодом очолив теслярську бригаду. 1961 року його бригада була переведена в новоутворений Таллінський домобудівний комбінат. Комбінат з його технологією зведення з великих панелей п'ятиповерхових, а потім дев'ятиповерхових житлових будинків дозволив вирішити спільно з трестом «Талліннбудом» першочергові завдання забезпечення мешканців Таллінна упорядкованим житлом. Колектив, очолюваний Людвігом Ваммусом, був одним із найпередовіших у комбінаті і постійно виконував трудові завдання на 150—180 відсотків при високій якості роботи. 1963 року бригадиру було присвоєно почесне звання Заслужений будівельник Естонської РСР. Указом Президії Верховної Ради СРСР від 1 жовтня 1965 року за визначні заслуги у розвитку промисловості та сільського господарства Естонської РСР Ваммусу Людвігу Олександровичу присвоєно звання Героя Соціалістичної Праці з врученням ордена Леніна (№ 341 175) та золотої медалі «Серп і Молот» (№ 8 988).
У 1966 році був делегатом XXIII з'їзду КПРС; протягом 1966—1976 років обирався членом ЦК Компартії Естонії. Нагороджений Почесною грамотою Президії Верховної Ради Естонської РСР. 1978 року вийшов на пенсію, проте продовжив працювати за своєю спеціальністю. Жив у Таллінні. Помер 28 вересня 1994 року. Похований у Таллінні на Лісовому цвинтарі (Метсакальмісту).